# Stelis ornatula
Stelis ornatula là một loài ong trong họ Megachilidae. Loài này được Klug miêu tả khoa học đầu tiên năm 1807.